# 巫山淫羊藿
巫山淫羊藿（学名：Epimedium wushanense），为小檗科淫羊藿属下的一个植物种。

## 外部連結
- 淫羊藿 Yinyanghuo （页面存档备份，存于） 中藥材圖像數據庫 (香港浸會大學中醫藥學院) （中文）（英文）
- 淫羊藿定C Epimedin C （页面存档备份，存于） 中草藥化學圖像數據庫 (香港浸會大學中醫藥學院) （中文）（英文）
- 淫羊藿苷 Icariin （页面存档备份，存于） 中草藥化學圖像數據庫 (香港浸會大學中醫藥學院) （中文）（英文）
- 淫羊藿定B Epimedin B （页面存档备份，存于） 中草藥化學圖像數據庫 (香港浸會大學中醫藥學院) （中文）（英文）